# روبرت هويت
روبرت هويت (بالإنجليزية: Robert Hoyt)‏ هو صحفي أمريكي، ولد في 1922 في كلينتون في الولايات المتحدة، وتوفي في 2003 في مانهاتن في الولايات المتحدة.